# Harry Partch

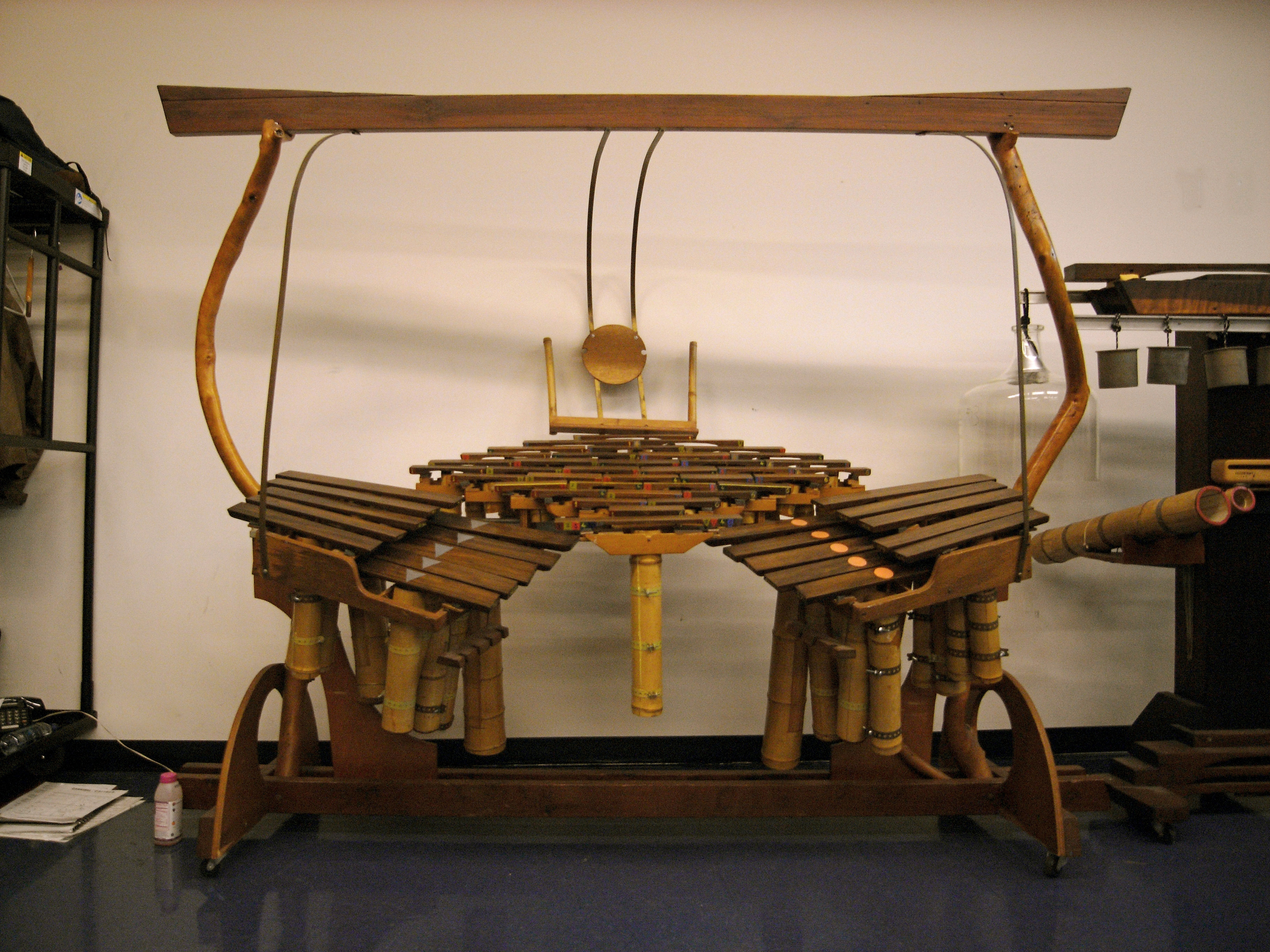
Quadrangularus Reversum (Harry Partch).

Harry Partch (Oakland (California), 24 de juny de 1901 - San Diego (California), 3 de setembre de 1974) fou un compositor estatunidenc. Pioner de la música aleatòria, el microtonalisme i de la utilització no estàndard dels instruments musicals tradicionals, com la creació del kitara, Quadrangularus Reversum. Partch va ser una de les principals figures de l'avantguarda de la post-guerra. Però les principals influències de Partch provenen de les cultures orientals.

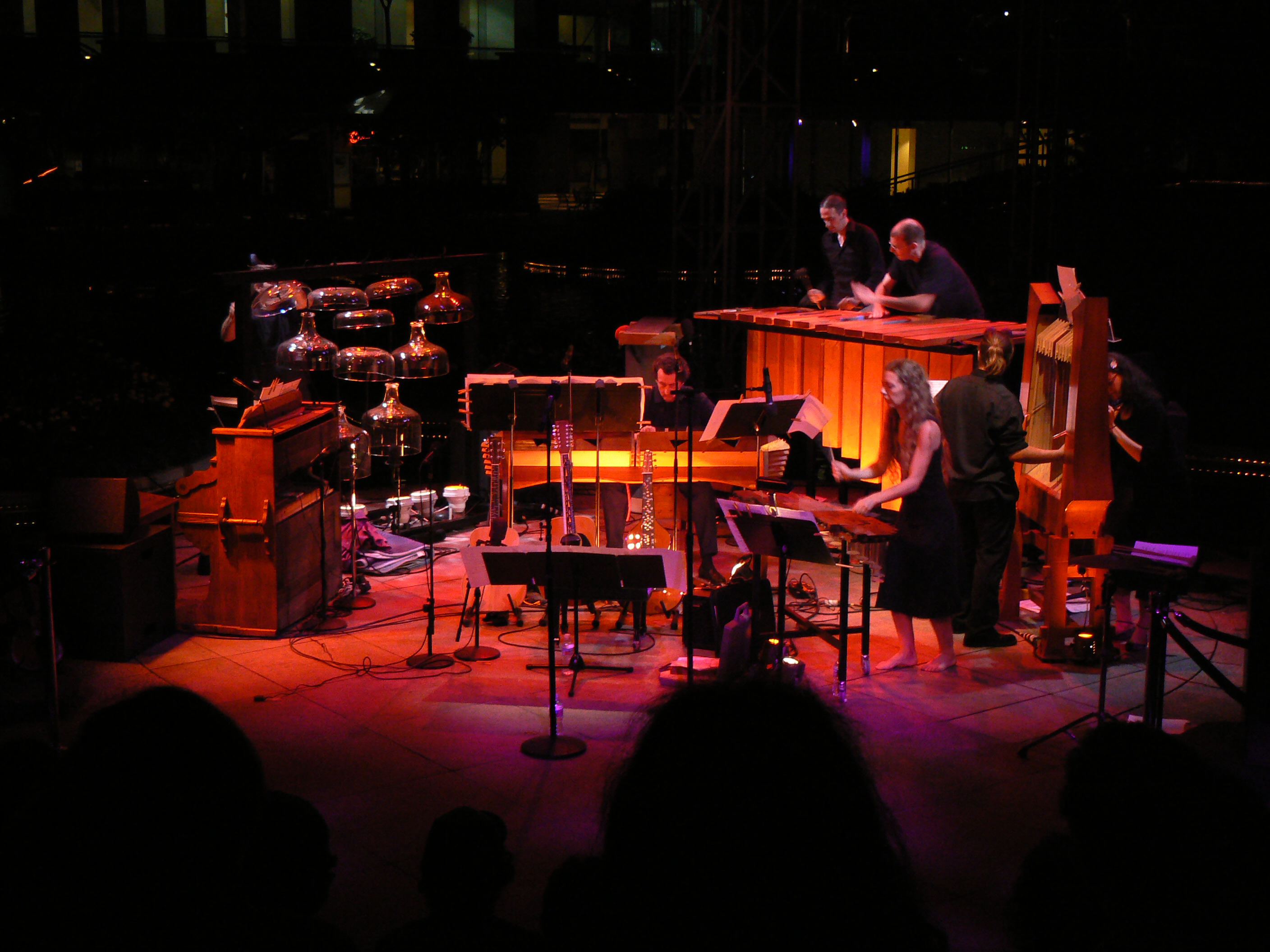
Conjunt de Harry Partch

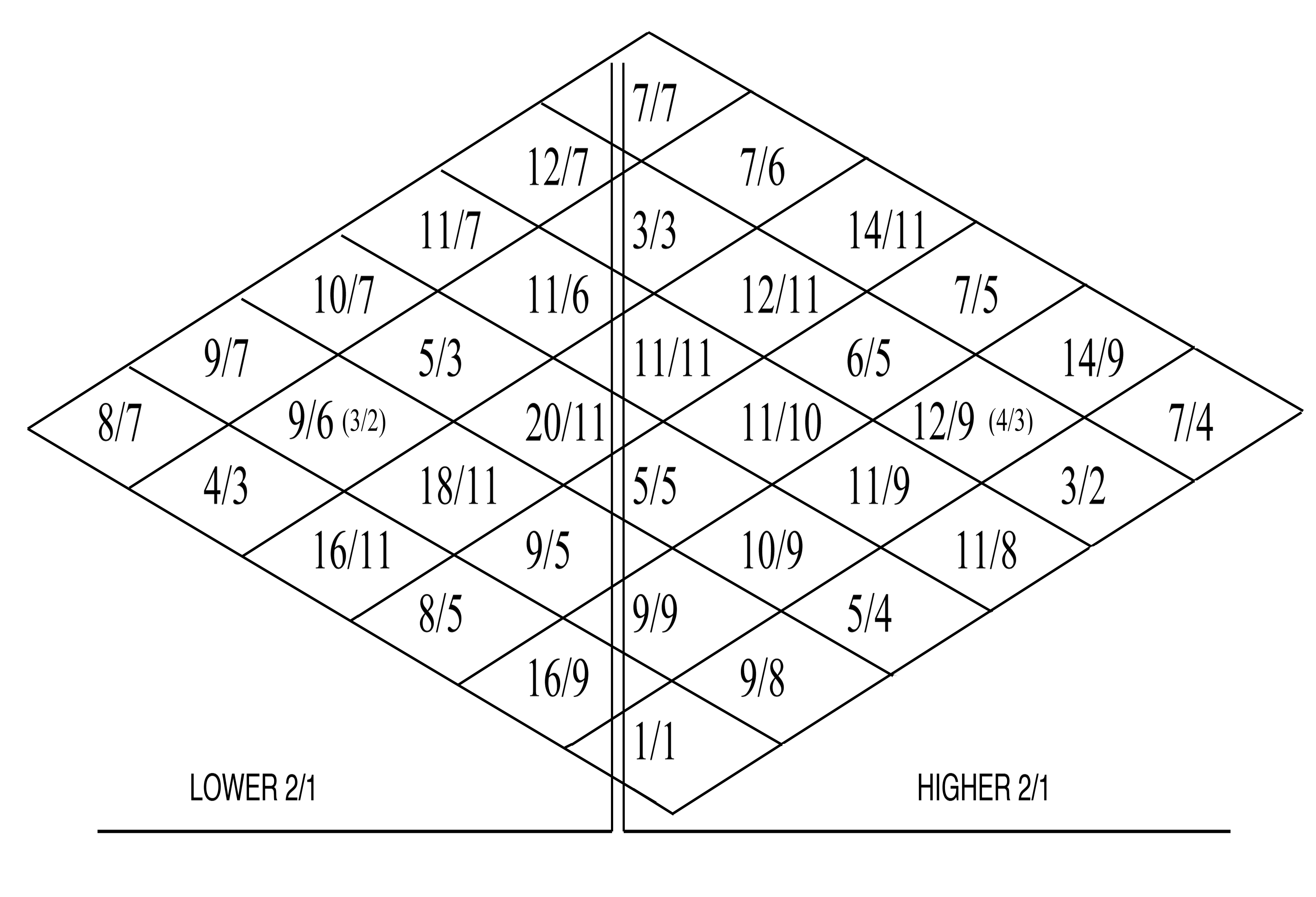
Harry Partch: Partch Diamant 2

## Discografia

### Album
- The World of Harry Partch (Columbia Masterworks MS 7207 & MQ 7207, 1969, out of print) "Daphne of the Dunes", "Barstow", and "Castor & Pollux", conducted by Danlee Mitchell under the supervision of the composer.
- Delusion of the Fury (LP Columbia Masterworks M2 30576, 1971; CD Innova 406, 2001) "Delusion of the Fury", conducted by Danlee Mitchell under the supervision of the composer and "EXTRA: A Glimpse into the World of Harry Partch", composer introduces and comments on the 27 unique instruments built by him.
- Enclosure II (early speech-music works) (Innova 401)
- Enclosure V ("On a Greek Theme") (Innova 405)
- Enclosure VI ("Delusion of the Fury") (Innova 406)
- The Seventeen Lyrics of Li Po (Tzadik, 1995). ASIN B000003YSU.
- Revelation In The Courthouse Park (Tomato Records TOM-3004, 2003)

### Video
- Enclosure I (Innova 400, VHS) Four films by Madeline Tourtelot
- Enclosure IV (Innova 404, VHS) "Delusion", "Music of HP"
- Enclosure VII (Innova 407, DVD) "Delusion", "Dreamer", Bonus Album, "Revelation"
- Enclosure VIII (Innova 399, DVD) Four Films by Madeline Tourtelot: "Music Studio," "Windsong," "U.S. Highball," and "Rotate the Body in All Its Planes," with "The Music of Harry Partch" KEBS-TV documentary, "Barstow" and "Castor and Pollux".
- Musical Outsiders: An American Legacy - Harry Partch, Lou Harrison, and Terry Riley. Directed by Michael Blackwood. (1995)